# Dendronephthya collaris
Dendronephthya collaris is een zachte koraalsoort uit de familie Nephtheidae. De koraalsoort komt uit het geslacht Dendronephthya. Dendronephthya collaris werd in 1889 voor het eerst wetenschappelijk beschreven door Wright & Studer. 